# شعب الفقير (ساة)
'

تعديل مصدري - تعديل

شعب الفقير هي إحدى قرى عزلة ساه بمديرية ساة التابعة لمحافظة حضرموت، بلغ تعداد سكانها 81 نسمة حسب تعداد اليمن لعام 2004.